# Pyruvate déshydrogénase phosphatase
La pyruvate déshydrogénase phosphatase est une hydrolase qui catalyse la réaction :
pyruvate déshydrogénase–phosphate + H2O  {\displaystyle \rightleftharpoons }  pyruvate déshydrogénase + phosphate.
Cette enzyme intervient dans l'activation de la pyruvate déshydrogénase, composante E1 du complexe pyruvate déshydrogénase. En effet, les pyruvate déshydrogénase kinases catalysent la phosphorylation de résidus de sérine sur cette enzyme pour former des résidus de O-phosphosérine qui l'inactivent, et inactivent ainsi le complexe enzymatique dans son ensemble ; la pyruvate déshydrogénase phosphatase catalyse la déphosphorylation de cette enzyme, ce qui a pour effet de lever l'inactivation. Tout comme le complexe pyruvate déshydrogénase et les pyruvate déshydrogénase kinases, cette enzyme est localisée dans la matrice mitochondriale.
Il s'agit d'une protéine hétérodimérique formée d'une unité catalytique et d'une unité régulatrice. Deux variantes de la sous-unité catalytique ont été identifiées : l'une est exprimée majoritairement dans les muscles squelettiques tandis que l'autre est sensiblement plus abondante dans le foie.